# Josepa de Baden
Josepa de Baden, princesa de Hohenzollern-Sigmaringen (Mannheim 1813 - Sigmaringen 1900) va ser una princesa de Baden amb el tractament d'altesa gran ducal que contragué matrimoni amb el príncep Carles Antoni de Hohenzollern-Sigmaringen.
Nascuda a la ciutat de Mannheim el dia 21 d'octubre de 1813, filla del gran duc Carles I de Baden i de la princesa Estefania de Beauharnais, Josepa era neta per via paterna del príncep hereu Carles Lluís de Baden i de la landgravina Amàlia de Hessen-Darmstadt; mentre que per via materna ho era del comte Claudi de Beauharnais, parent llunyà del vescomte Alexandre de Beauharnais, primer espòs de Josefina de Beauharnais.
El dia 21 d'octubre de 1834 contragué matrimoni amb el príncep Carles Antoni de Hohenzollern-Sigmaringen, fill del príncep Carles de Hohenzollern-Sigmaringen i de la princesa Antònia Murat. La parella tingué sis fills:
- SA el príncep Leopold de Hohenzollern-Sigmaringen, nat a Krauchenwies el 1835 i mort a Berlín el 1905. Es casà el 1861 amb la infanta Antònia de Portugal.

- SA la princesa Estefania de Hohenzollern-Sigmaringen, nada a Krauchenwies el 1837 i morta a Lisboa el 1859. Es casà a Dresden el 1858 amb el rei Pere V de Portugal.

- SM el rei Carles I de Romania, nat a Sigmaringen el 1839 i mort a Sinaia el 1914. Es casà a Neuwied amb la princesa Elisabet de Wied.

- SA el príncep Antoni de Hohenzollern-Sigmaringen, nat el 1841 a Sigmaringen i mort a Königshof (Bohèmia) el 1866.

- SA el príncep Frederic Eugeni de Hohenzollern-Sigmaringen, nat el 1843 a Sigmaringen i mort el 1904 a Múnic. Es casà el 1879 a Ratisbona amb la princesa Lluïsa de Thurn und Taxis.

- SA la princesa Maria de Hohenzollern-Sigmaringen, nada a Sigmaringen el 1845 i morta a Brussel·les el 1912. Es casà amb el príncep Felip de Bèlgica el 1867 a Berlín.

La princesa morí el dia 19 de juny de 1900 a Sigmaringen a l'edat de 87 anys.